# Citroën Xsara WRC
El Citroën Xsara WRC es un vehículo de rally basado en el Citroën Xsara pero con homologación World Rally Car.
Ha sido utilizado por el equipo oficial de Citroën, Citroën WRT en el Campeonato Mundial de Rally durante los años 2001 y 2006.
Es uno de los vehículos de rally con más éxitos, fue el primer vehículo en conseguir el Campeonato del mundo en su primera temporada completa. Ha obtenido 3 títulos de Constructores, 3 de Pilotos, 32 victorias, 28 segundos puestos y 18 terceros puestos. La primera victoria fue para Jesús Puras en el Rally de Córcega de 2001 y la última para Loeb en el Rally de Chipre en 2006.

## Historia

### Desarrollo
En 1998 el grupo Peugeot-Citroën abandonó la idea de crear motores para la Fórmula 1 y decidió construir el Peugeot 206 WRC, con el que conseguiría los títulos de constructores en 2000 y 2001. Citroën recogió el testigo y desarrolló el Citroën Xsara Kit Car, tracción delantera y motor dos litros aspirado que consiguió dos victorias en Cataluña y Córcega en 1999 frente a los World Rally Car beneficiándose mayormente de su excelente relación peso-potencia. La victoria de Bugalski en Córcega fue la última de un tracción delantera en el mundial. En breve y dirigido por Guy Fréquelin, la marca francesa decidió construir la versión World Rally Car del Xsara que inicialmente se le llamó Citroën Xsara T4.

### Competición
El debut del Xsara WRC llegó en el Rally Catalunya-Costa Brava de 2001, de la mano del español Jesus Puras y el francés Philippe Bugalski bajo la dirección de la empresa española Piedrafita Sport. A punto estuvieron de conseguir el doblete de no ser por un fallo en el coche de Puras y por una penalización de Bugalski. Ese mismo año Citroën también participó en Grecia, Córcega y San Remo, en esta última un joven Sebastien Loeb se subiría a la segunda plaza del podio y Puras lideraría la prueba hasta que una salida terminó con las esperanzas del español, que conseguiría su primera y única victoria en el mundial, en el Rally de Córcega.

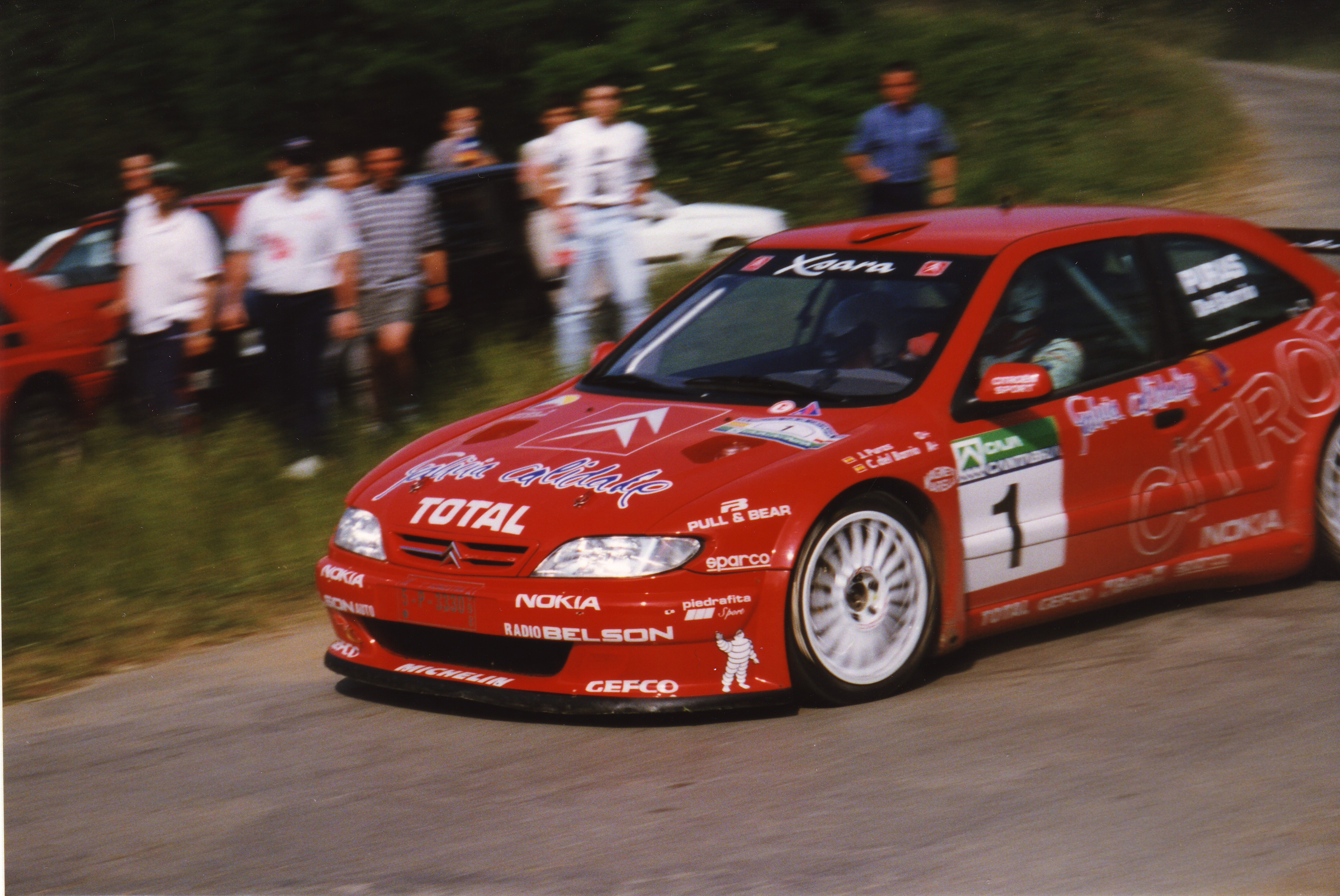
Citroën Xsara Kit Car, pilotado por Jesús Puras.

La temporada 2002 fue de aprendizaje para el Xsara, que no realizaría la temporada completa hasta al año siguiente. Durante todo el año se puso a punto las suspensiones y los neumáticos en los rallies de tierra y se mejoró el rendimiento en altas revoluciones y los diferenciales. La marca francesa logró dos podios con Sebastien Loeb, una segunda plaza en Monte Carlo y una victoria en Alemania.
La temporada 2003 fue la consagración del Xsara. El equipo Citroën fichó Colin McRae y a Carlos Sainz como compañeros de Loeb. El piloto español contribuyó especialmente en la puesta a punto del coche, que con su regularidad en el campeonato y las victorias del francés, (Monte Carlo, Alemania y San Remo) obtendrían el Título de Constructores, mientras que el de Pilotos se escaparía en el último rally del año.
En 2004 Citroën no renovó a McRae y con Sainz y Loeb renovaron el título de contructores, y el francés que ganaría en Montecarlo, Suecia, Chipre, Turquía, Alemania y Australia se haría con el título de pilotos. El piloto español por su parte, obtuvo su última victoria en el mundial, en el Rally de Argentina. Ese año la marca estrenó una evolución de motor en Nueva Zelanda, permitiendo ganar terreno en los rallies de tierra, mientras que en los de asfalto se mantenía superior.
La temporada 2005 volvió a ser claro dominio de Citroën y sobre todo de Loeb, que se impuso en diez carreras y se llevó el triunfo con una autoridad absoluta. Su compañero de equipo el belga, Francois Duval solo ganó en Australia y realizó una pobre temporada, con todo el equipo renovó el título de constructores.
La última temporada para el Xsara en el mundial fue 2006, en la que Citroën no compitió de manera oficial, y los pilotos de la marca corrieron con la escudería belga Kronos. Loeb ganó el título de pilotos ganando en ocho pruebas a pesar de no disputar las últimas pruebas por una lesión. Como compañeros de equipo tuvo a los españoles Xavi Pons y Dani Sordo.
En el año 2007 Citroën estrenó el Citroën C4 WRC y jubiló al Xsara, sin embargo este todavía participaría en el mundial varios años con pilotos privados, demostrando el potencial de este vehículo.

## Información técnica

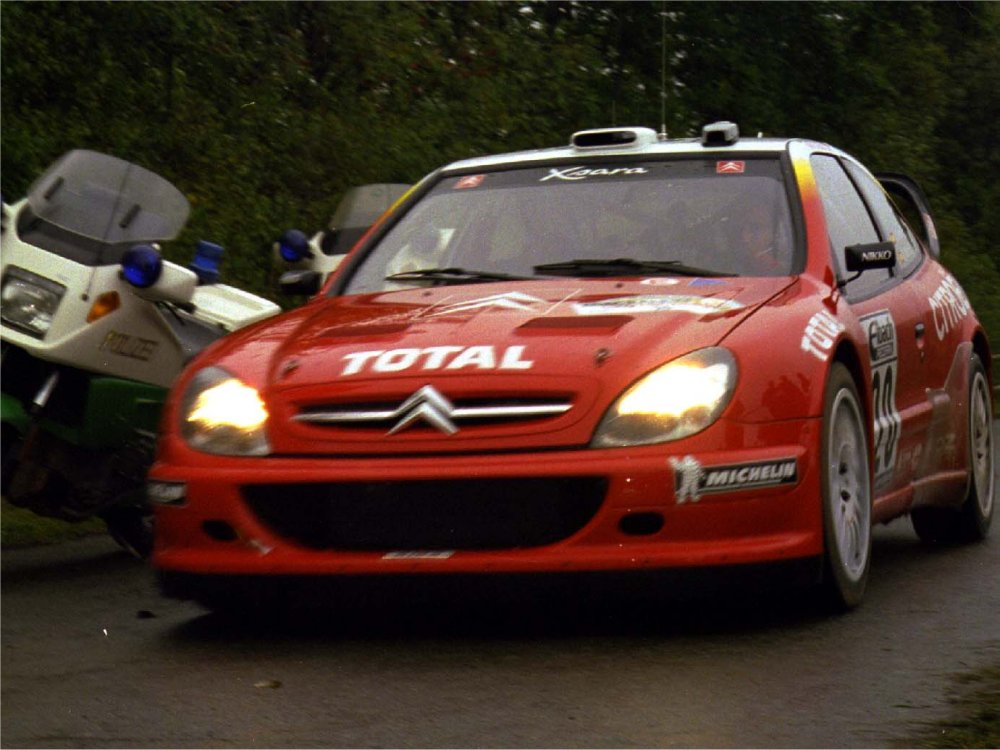
Jesús Puras con el Xsara WRC en 2002.

El Xsara WRC contaba con tracción integral, motor delantero de 4 cilindros en línea y 16 válvulas de 1998 cc con turbo. La potencia era de 300 cv a 5.500 rpm con caja de cambios secuencial de 6 marchas. Contaba con diferenciales activos delantero, central y trasero controlados electrónicamente y suspensión posterior McPherson.

### Motor
- Motor: 1998 cc turbo
- Cilindros: 4 en línea
- Válvulas: 16
- Diámetro x carrera: 85,5 x 87 mm
- Potencia: 300 cv
- Par motor: 568 Nm

### Dimensiones
- Largo: 4167 mm
- Ancho: 1770 mm
- Altura: 1390 mm
- Distancia entre ejes: 2555 mm
- Ancho de vía: 1568 mm
- Peso: 1.230 kg

### Transmisión
- Tracción a las cuatro ruedas
- Caja de cambios transversal
- Marchas: 6, secuenciales
- Placas de embrague: 3

## Palmarés

### Títulos
| Año  | Campeonato                            | Piloto / Equipo          |
| ---- | ------------------------------------- | ------------------------ |
| 2003 | Campeonato del Mundo de Constructores | Citroën                  |
| 2004 | Campeonato del Mundo de Constructores | Citroën                  |
| 2004 | Campeonato del Mundo de Pilotos       | Sebastien Loeb / Citroën |
| 2005 | Campeonato del Mundo de Constructores | Citroën                  |
| 2005 | Campeonato del Mundo de Pilotos       | Sebastien Loeb / Citroën |
| 2006 | Campeonato del Mundo de Pilotos       | Sebastien Loeb / Citroën |

### Victorias en el WRC

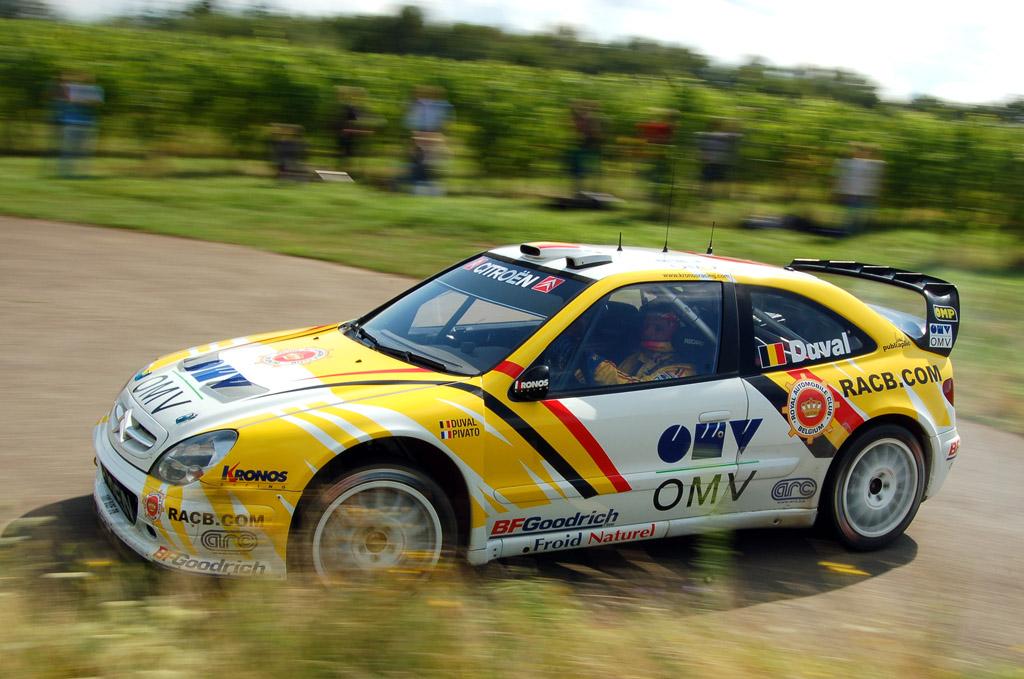
El belga François Duval en 2007 con un Xsara WRC privado.

| N.º | Año  | Rally                         | Piloto / Copiloto             |
| --- | ---- | ----------------------------- | ----------------------------- |
| 1   | 2001 | Rally de Córcega              | Jesús Puras / Marc Martí      |
| 2   | 2002 | Rally de Alemania             | Sebastien Loeb / Daniel Elena |
| 3   | 2003 | Rally de Monte Carlo          | Sebastien Loeb / Daniel Elena |
| 4   | 2003 | Rally de Turquía              | Carlos Sainz / Marc Martí     |
| 5   | 2003 | Rally de Alemania             | Sebastien Loeb / Daniel Elena |
| 6   | 2003 | Rally de San Remo             | Sebastien Loeb / Daniel Elena |
| 7   | 2004 | Rally de Monte Carlo          | Sebastien Loeb / Daniel Elena |
| 8   | 2004 | Rally de Suecia               | Sebastien Loeb / Daniel Elena |
| 9   | 2004 | Rally de Chipre               | Sebastien Loeb / Daniel Elena |
| 10  | 2004 | Rally de Turquía              | Sebastien Loeb / Daniel Elena |
| 11  | 2004 | Rally de Argentina            | Carlos Sainz / Marc Martí     |
| 12  | 2004 | Rally de Alemania             | Sebastien Loeb / Daniel Elena |
| 13  | 2004 | Rally de Australia            | Sebastien Loeb / Daniel Elena |
| 14  | 2005 | Rally de Monte Carlo          | Sebastien Loeb / Daniel Elena |
| 15  | 2005 | Rally de Nueva Zelanda        | Sebastien Loeb / Daniel Elena |
| 16  | 2005 | Rally de Italia               | Sebastien Loeb / Daniel Elena |
| 17  | 2005 | Rally de Chipre               | Sebastien Loeb / Daniel Elena |
| 18  | 2005 | Rally de Turquía              | Sebastien Loeb / Daniel Elena |
| 19  | 2005 | Rally Acrópolis               | Sebastien Loeb / Daniel Elena |
| 20  | 2005 | Rally de Argentina            | Sebastien Loeb / Daniel Elena |
| 21  | 2005 | Rally de Alemania             | Sebastien Loeb / Daniel Elena |
| 22  | 2005 | Rally de Córcega              | Sebastien Loeb / Daniel Elena |
| 23  | 2005 | Rally Catalunya-Costa Daurada | Sebastien Loeb / Daniel Elena |
| 24  | 2005 | Rally de Australia            | Francois Duval                |
| 25  | 2006 | Rally México                  | Sebastien Loeb / Daniel Elena |
| 26  | 2006 | Rally Catalunya-Costa Daurada | Sebastien Loeb / Daniel Elena |
| 27  | 2006 | Rally de Córcega              | Sebastien Loeb / Daniel Elena |
| 28  | 2006 | Rally de Argentina            | Sebastien Loeb / Daniel Elena |
| 29  | 2006 | Rally de Italia               | Sebastien Loeb / Daniel Elena |
| 30  | 2006 | Rally de Alemania             | Sebastien Loeb / Daniel Elena |
| 31  | 2006 | Rally de Japón                | Sebastien Loeb / Daniel Elena |
| 32  | 2006 | Rally de Chipre               | Sebastien Loeb / Daniel Elena |

## Pilotos

### Campeonato Mundial de Rally
- Resultados en equipos oficiales.

| Temporada | Piloto            | Rallyes | Victorias | Posición final | Campeo. Construc. |
| --------- | ----------------- | ------- | --------- | -------------- | ----------------- |
| 2005      | Sébastien Loeb    | 16      | 10        | 1º             | 1º                |
| 2005      | Francois Duval    | 13      | 1         | 6º             | 1º                |
| 2005      | Carlos Sainz      | 2       | 0         | 13º            | 1º                |
| 2004      | Sébastien Loeb    | 16      | 6         | 1º             | 1º                |
| 2004      | Carlos Sainz      | 15      | 1         | 4º             | 1º                |
| 2003      | Colin McRae       | 14      | 0         | 7º             | 1º                |
| 2003      | Sébastien Loeb    | 14      | 3         | 2º             | 1º                |
| 2003      | Carlos Sainz      | 14      | 1         | 3º             | 1º                |
| 2002      | Thomas Radstrom   | 7       | 0         | 12º            | -                 |
| 2002      | Sébastien Loeb    | 8       | 1         | 10º            | -                 |
| 2002      | Philippe Bugalski | 3       | 0         | 11º            | -                 |
| 2001      | Philippe Bugalski | 4       | 0         | 22º            | -                 |
| 2001      | Jesús Puras       | 3       | 1         | 11º            | -                 |
| 2001      | Thomas Radstrom   | 1       | 0         | 15º            | -                 |
| 2001      | Sébastien Loeb    | 1       | 0         | 14º            | -                 |

- Resultados en equipos privados

| Temporada | Piloto            | Rallyes | Victorias | Posición final | Campeo. Construc. |
| --------- | ----------------- | ------- | --------- | -------------- | ----------------- |
| 2009      | Petter Solberg    | 8       | 0         | 15º            | -                 |
| 2008      | Conrad Rautenbach | 2       | 0         | 15º            | -                 |
| 2007      | Manfred Stohl     | 16      | 0         | 9º             | 5º                |
| 2007      | Daniel Carlsson   | 5       | 0         | 14º            | 5º                |
| 2007      | François Duval    | 3       | 0         | 10º            | 5º                |
| 2007      | Toni Gardemeister | 6       | 0         | 13º            | -                 |
| 2007      | Gigi Galli        | 3       | 0         | 15º            | -                 |
| 2006      | Sébastien Loeb    | 12      | 8         | 1º             | 2º                |
| 2006      | Dani Sordo        | 16      | 0         | 5º             | 2º                |
| 2006      | Xavi Pons         | 15      | 0         | 7º             | 2º                |
| 2006      | Colin McRae       | 1       | 0         | -              | 2º                |
| 2006      | Toni Gardemeister | 4       | 0         | -              | -                 |
| 2006      | Janne Tuohino     | 2       | 0         | -              | -                 |

### Campeonato de España de Rally
| Temporada | Piloto      | Rallyes | Victorias | Posición final | Campeo. Construc. |
| --------- | ----------- | ------- | --------- | -------------- | ----------------- |
| 2002      | Jesus Puras | 3       | 3         | 1º             | 1º                |

## Galería

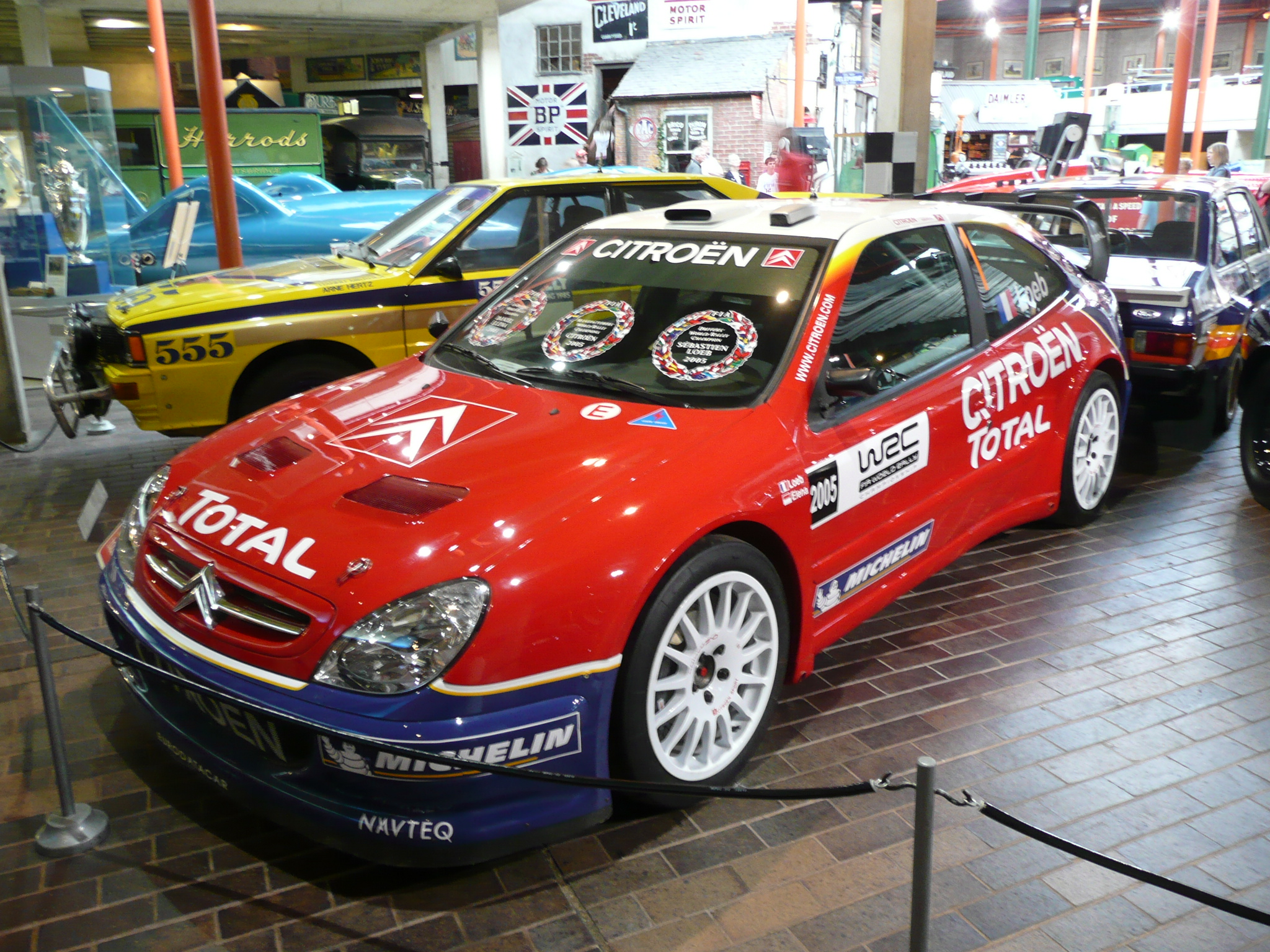
Citroën Xsara de 2005.
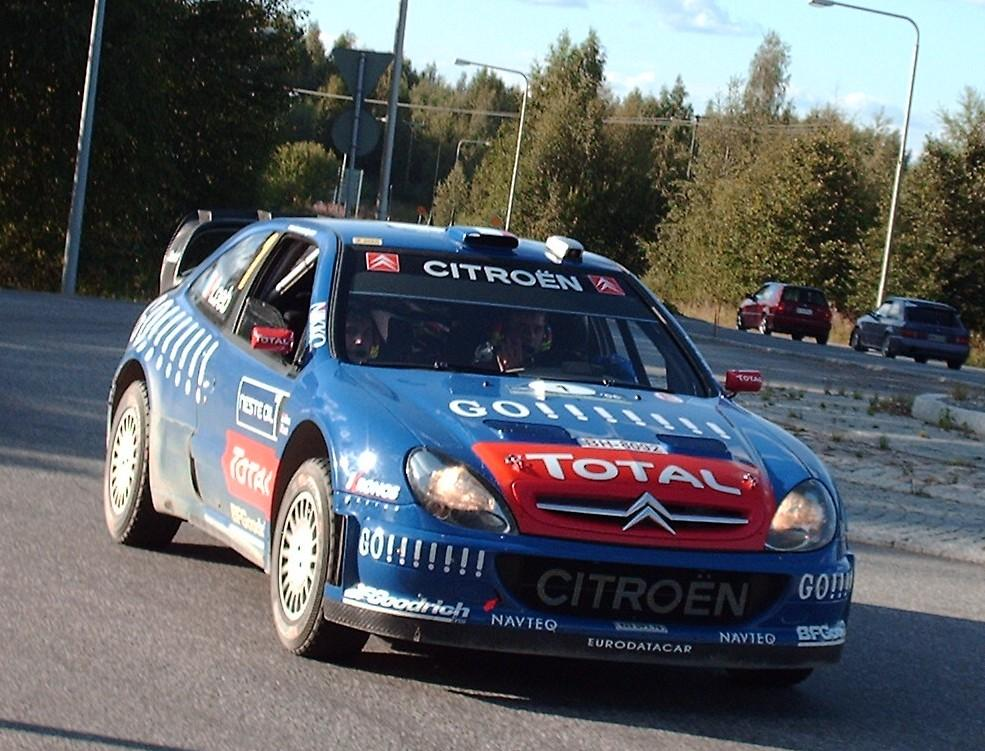
Sebastien Loeb en el Rally de Finlandia de 2006.
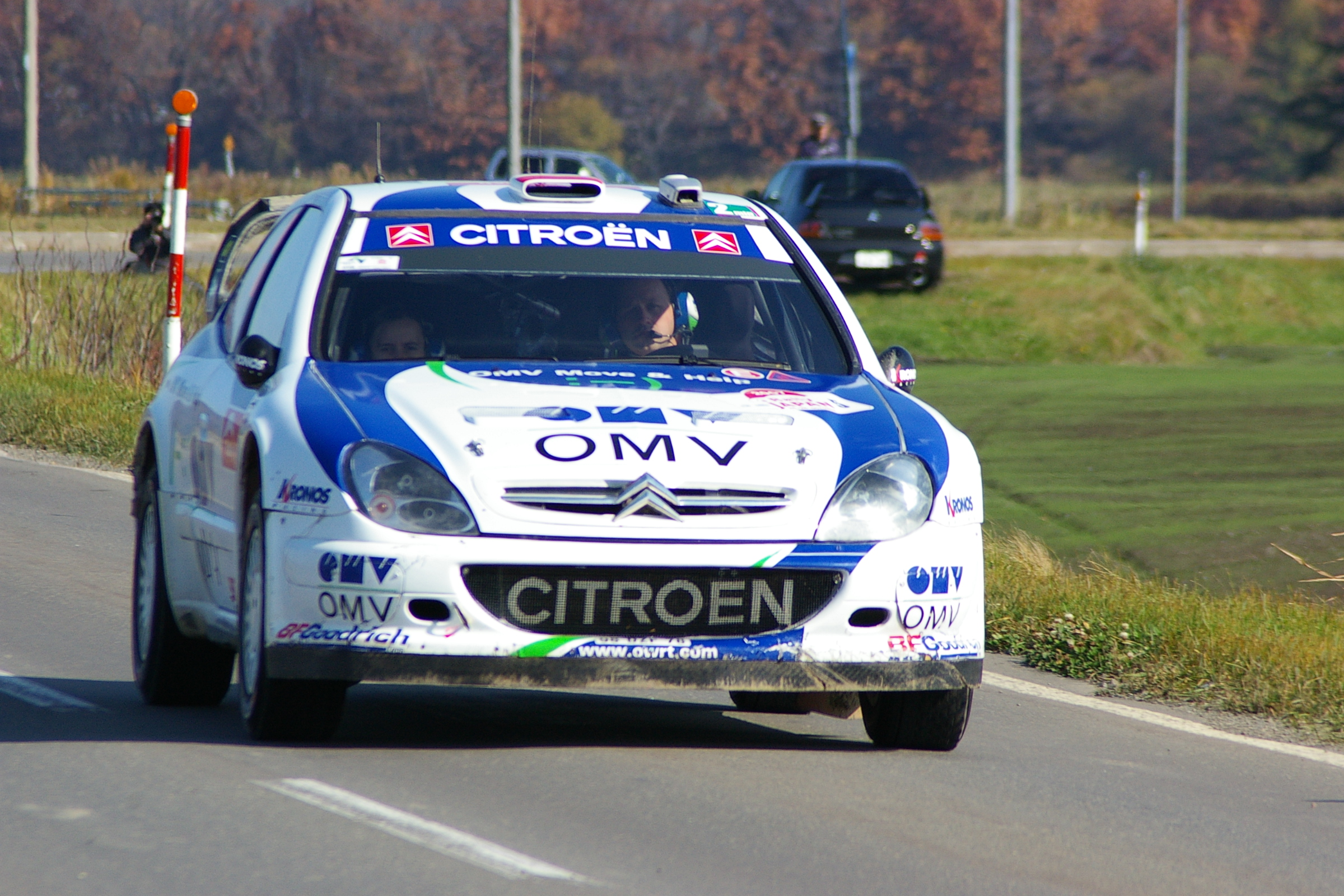
Citroën Xsara WRC de Manfred Stohl. El Xsara WRC también fue usado por equipos privados.